# Friedrich Kumme
Friedrich Kumme (* 24. November 1868; † 17. März 1927) war ein deutscher Heeresoffizier, zuletzt Generalleutnant. 
Kumme diente am Ende des Ersten Weltkrieges als Oberst mit der deutschen 8. Armee im Baltikum. Um den Abtransport von Truppen und Material der nach Deutschland zurückverlegenden Armee zu schützen, wurden ab dem 29. November 1918 Freiwillige aus der Armee für die sogenannte „Eiserne Brigade“ angeworben. Kumme war ihr erster Kommandeur, gab diese Aufgabe aber schon am 16. Januar 1919 an Major Josef Bischoff ab. 
Als bei der Bildung der Reichswehr am 1. Januar 1921 aus dem Reichswehr-Schützen-Regiment 22 und den Reichswehr-Infanterie-Regimentern 21 und 22 des „Übergangsheeres“ das 15. Infanterie-Regiment (Reichswehr) mit Regimentsstab in Gießen gebildet wurde, wurde Oberst Kumme dessen erster Kommandeur. Bereits am 15. Juni 1921 wurde in dieser Dienststellung durch Oberst Erich Wöllwarth ersetzt, während er selbst am nächsten Tag, bei gleichzeitiger Beförderung zum Generalmajor, den Dienst als Infanterieführer V in Stuttgart antrat. Diese Stellung hatte er bis zum 31. Januar 1923 inne; dann folgte ihm dort Generalmajor Konrad Kraehe.